# Гикатилла, Иосиф бен-Авраам
Иосиф бен-Авраам Гикатилла (Джикатилья; ивр. יוסף בן אברהם ג'יקטיליה‎; род. в 1248 г. в Мединасели, Старая Кастилия, ум. в Пенафиеле, Португалия, после 1305 г.) — испанский раввин и каббалист, автор многочисленных трактатов.

## Имя
Гикатилла (Джикатилья) происходит от исп. Chiquitilla. В различных манускриптах имя автора пишется по-разному: «Гризибул», «Карнитол» и «Гекатил», — все именования являются искажениями от «Гикатилла».

## Ученичество и способности
Гикатилла был сыном некого Авраама и учеником каббалиста Авраама Абулафии (1240 — после 1291), который его очень восхвалял как продолжателя своего учения. Гикатилла приобрёл настолько глубокие познания в каббале, что его считали способным творить чудеса и называли поэтому «Иосиф Баал га-Ниссим» («чудотворец»). Подобно своему учителю, Гикатилла занимался мистическими комбинациями и перестановками букв и чисел. Однако Гикатилла не был противником философии, наоборот, он пытался примирить философию и каббалу, утверждая, что последняя является основой первой.

## Труды
Гикатилла был плодовитым писателем. Его сочинения в общем представляют переход от философских воззрений к мистицизму. Первое произведение («Ginnat Egoz») он написал в 26 лет, и оно показывает, что он обладал значительными познаниями в светских науках и был знаком с произведениями Ибн-Габироля, Ибн-Эзры, Маймонида и др.

### «Ginnat Egoz»
«Ginnat Egoz» (גנת אגוז) — каббалистический трактат в трёх частях (изд. Ханау, 1615). Название книги, взятое из Песни Песней (6, 11), означает «Ореховый сад»; слово Ginnat (גנת) состоит из инициалов слов «Gematria», «Notarikon» и «Temurah», трёх главных элементов каббалы, а «Egoz» (орех) является эмблемой мистической, тайной науки.
Первая часть трактует ο различных именах Бога, встречающихся в Библии. Согласно Гикатилле, «Ягве» есть единственное имя, вполне представляющее сущность Бога; остальные имена — лишь обозначения божественных атрибутов. «Ягве» — это Бог таков, каков Он есть, между тем как «Элогим» означает Бога как творческую силу.
Во второй части, трактующей ο буквах алфавита, Гикатилла утверждал, что число десять есть непосредственная эманация Ягве, первопричины, и является источником всего существующего; он пытался доказать своё утверждение различными комбинациями, основанными на религии, философии, физике и мистике. Он утверждал, что талмудическое воззрение, по которому пространство наполнено духами, согласуется с мнением философов, отвергающих пустое пространство. Он трактовал также ο солнечных и лунных пертурбациях и указывал относительные размеры планет.
Третья часть трактует ο гласных знаках:
- три основных гласных знака — «cholem» (холем  = о)[7], «schurek» («וּ» = у) и «chirek» (хирек  = и) — представляют высший, средний и низший миры;
- три составных гласных знака — «zere» (цере  = и), «segol» (сегол  = е) и «schewa» (шва ) — знаменуют построение этих миров;
- «patach» (патах  = а/я) и «kamez» (камец  = а/я) представляют их движения.

Гикатилла иногда критиковал «Сефер Йецира» и «Pirke Hekaloth», но относился с большим уважением к Маймониду даже тогда, когда был не согласен с его мнением. Он, кроме того, часто приводил мнения других авторов — Ибн-Габироля, Самуила ибн-Нагида и Авраама ибн-Эзры.
Сокращённое изложение сочинения И. Гикатиллы «Ginnat Egoz» сделал Элиаким бен-Авраам в своём «Maajan Gannim».

### «Schaare Ora»
В произведении «Schaare Ora» (или «Sefer ha-Ora»; שערי אורה), трактующем об именах Бога (изд. Мантуя, 1561), Гикатилла занимал несколько враждебную позицию по отношению к философии. Он цитировал только «Сефер Йецира» и «Pirke Hekaloth», и мнения, высказанные им в этом произведении, находятся, между прочим, в противоречии с прежде высказанными им взглядами относительно сфер. Поэтому Ландауэр отрицал принадлежность произведения Гикатилле, несмотря на свидетельства древних авторов. Эти различия являются, впрочем, только показателями перехода Гикатиллы от философии к мистицизму.
«Schaare Ora» цитируется Шем Тобом бен-Шем-Тобом, Моисеем аль-Ашкаром и Иудой Хайятом; Реубен бен-Гошке в своём «Jalkut Reubeni» приводит пространные извлечения из него.
Текст переведён на латинский язык Паулем Рицием, и Рейхлин пользовался им для защиты своих мнений в диспутах с противниками.

### «Schaare Zedek»
«Schaare Zedek» (или «Schaare ha-Schammajim»; изд. Рива-дель-Гарда, 1561) — трактат Гикатиллы ο десяти сферах (изд. Иола, 1566), представляет простую переработку предыдущего «Schaare Ora».

### «Hassagoth»
Трактат «Hassagoth» (не издавался) состоит из примечаний к «Moreh» Маймонида. Гикатилла пользовался переводом Алхаризи, в котором исправлял некоторые ошибки. По-видимому, он написал «Hassagoth» в начале своей литературной деятельности, когда был скорее философом, чем мистиком.

### Другие труды
- «Sefer ha-Nikkud» — мистическое объяснение гласных знаков, напечатанное вместе с «Arze Lebanon» (Венеция, 1601);
- «Sod ha-Chaschmal» — сочинение, тождественное, согласно Цунцу, с «Perusch Merkabah», каббалистическим комментарием к видению Иезекиила;
- «Zapnat Paaneach» — комментарий к «пасхальной агаде» (ib., 1600 [?]);
- «Sodoth ha-Mizwoth» — каббалистическое объяснение 613 заповедей;
- «Iggeret» — каббалистические очерки (изд. Феррара, 1554);
- «Teschuboth» — респонсы;
- «Schaar Meschalim» — каббалистический очерк в 138 параграфах;
- «Ozar ha-Kabod» — согласно Еллинеку, то же, что «Sodoth ha-Mizwoth».
- Еллинек полагал, что Гикатилла написал каббалистическое произведение «Hekalot», носившее характер, аналогичный «Pirke Hekaloth».[4]

## Критика
Исаак бен-Самуил из Акры в своём «Me’irat Enajim» сурово порицал Гикатиллу за слишком частое употребление им Священного имени.
Federico Dal Bo, Emanation and Philosophy of Language. An Introduction to Joseph ben Abraham Giqatilla, Los Angeles, Cherub Press, 2019.